# Burg Falaise

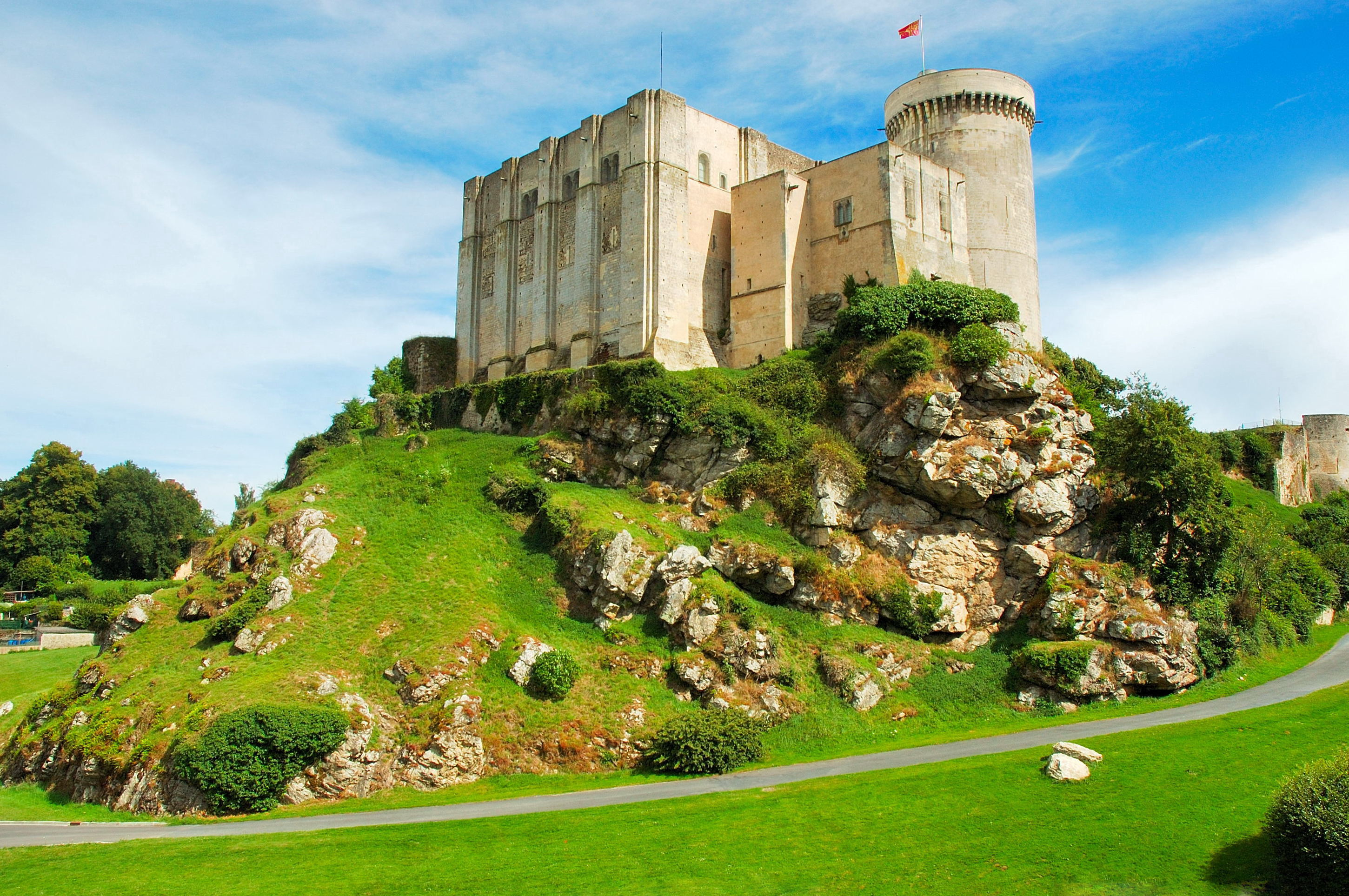
Burg Falaise

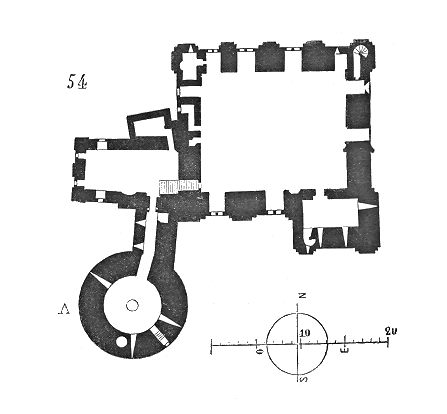
Grundriss der Burg

Die Burg Falaise (französisch Château Guillaume-le-Conquérant) befindet sich auf einer im Südwesten von Falaise gelegenen Felsnase im Département Calvados der Region Normandie.
Die Höhenburg, wie man sie heute sieht, ist das Resultat dreier Bauphasen, in denen die drei Wohntürme (Donjon) erbaut worden sind:
- Der erste Turm wurde sowohl zur Verteidigung als auch zum Regieren bzw. Residieren des König-Herzogs und seiner Familie genutzt. Der rechteckige Grundriss ist dabei typisch für die anglo-normannische Bauweise (siehe Whitetower in London). Jener um 1120 errichtete Donjon setzt sich aus einer großen Halle des öffentlichen Lebens (Aula), einer dem Privatleben gewidmeten Kammer (camera), sowie einer Kapelle (capella) zusammen, die aus verteidigungstechnischen Gründen alle im ersten Stockwerk lagen und nicht im Parterre. Dort befanden sich dafür Säle, in denen die Küche eingerichtet war und in denen Nahrungsvorräte, aber auch Waffen gelagert wurden. Erbauer dieses ersten Teilbereiches der Burg war Heinrich I. Beauclerc, vierter Sohn von Wilhelm dem Eroberer. Da es sich hier um den größten der drei Wohntürme handelt, wird er grand donjon genannt.
- Um die Wohnfläche zu vergrößern, wurde ein zweiter Turm von Heinrich II. Plantagenêt in Auftrag gegeben. Dieser Anbau wurde ebenfalls rechteckig angelegt, ist jedoch in seinen Dimensionen kleiner als der grand donjon. Er wird deshalb petit donjon genannt.
- Der dritte Turm wurde am Anfang des 13. Jahrhunderts vom französischen König Philippe Auguste infolge seiner militärischen Eroberungen im Herzogtum Normandie angebaut. Der zur besseren Verteidigung rund angelegte Turm wurde gemäß den Plänen der Militäringenieure des französischen Königs gebaut. Man spricht hier auch vom Talbot Turm.

Die Burg, die im 17. Jahrhundert aufgegeben wurde, wurde 1840 unter Denkmalschutz gestellt. Der Architekt Ruprich Robert, ein Schüler von Eugène Viollet-le-Duc, unternahm erste Restaurierungsarbeiten, um die Donjons vor dem Verfall zu retten. In der Kesselschlacht von Falaise im Jahr 1944 wurde die mittelalterliche Anlage nur leicht beschädigt.
Zwischen 1987 und 1997 wurden die Türme von Bruno Decaris, Chefarchitekt des Denkmalschutzes im Calvados, restauriert. Dabei war vor allem die auf moderne Weise realisierte Wiederherstellung des Eingangsbereichs des grand donjon heftig umstritten, da Decaris Stahl und Eisenbeton verwendete. Doch der Einsatz solcher Materialien weist den Besucher auch auf die Aktualität der Restaurierung hin.